# Siu Pui
Siu Pui hay Ama Thương bí danh Siu Thoanh (19/8/1931 - 1/2/2019) là một chính khách Việt Nam, sắc tộc Gia Rai cự Chủ tịch Hội đồng nhân dân tỉnh Đắk Lắk. Sinh tại làng Djrêk nay thị trấn Nhơn Hòa, huyện Chư Pưh, tỉnh Gia Lai.
Ông được đào tạo bác sĩ ở miền bắc, trưởng ban Tuyên huấn của tỉnh, Trưởng ban Kinh tài, Trưởng ban Thương binh. Năm 1975, ông giữ cương vị Phó Bí thư Tỉnh ủy, Chủ tịch Ủy ban Mặt trận Dân tộc Giải phóng tỉnh Đak Lak, 
Chủ tịch Ủy ban Quân quản thị xã Cheo Reo (thị xã Ayun Pa ngày nay),
Ông về hưu sống tại đường Hùng Vương, phường Tự An, TP. Buôn Ma Thuột, tỉnh Đắk Lắk đến khi mất.